# 제8산악사단 (독일 국방군)
제8산악사단(독일어: 8. Gebirgs-Division)은 1939년 9월에 창설된 사단 Nr. 157에서 출발했다. 이 사단은 1942년 10월, 157 예비사단으로 개칭했고, 그 후 다시 1944년 가을 157 산악 사단으로 재편성되었다. 최종적으로 지금 이름으로 개편된 것은 1945년 2월이었다. 그러나 잦은 사단 개편에도 불구하고 실질 전투력이나 예하 편제 부대가 강화되거나 한 것은 아니었다. 그런 상태로 이 사단은 북이탈리아로 보내졌고, 1945년 4월, 그곳에서 미군에게 항복했다.

## 참고 문헌
1. ↑  Nr.은 독일어로, 157번째 사단이라는 것을 의미한다.

Note: The Web references may require you to follow links to cover the unit's entire history.
- Pipes, Jason. "8th Gebirgsjager Division". Retrieved April 8, 2005.
- Wendel, Marcus (2004). "Division Nr. 157". Retrieved April 8, 2005.
- "157. Reserve-Division". German language article at www.lexikon-der-wehrmacht.de. Retrieved April 8, 2005.